# Ешланд (Оклахома)
Ешланд (енгл. Ashland) град је у америчкој савезној држави Оклахома.

## Демографија
По попису из 2010. године број становника је 66, што је 13 (24,5%) становника више него 2000. године.
| Група             | 2000.      | 2010.      |
| Белци             | 31 (58,5%) | 42 (63,6%) |
| Афроамериканци    | 0 (0,0%)   | 0 (0,0%)   |
| Азијати           | 0 (0,0%)   | 0 (0,0%)   |
| Хиспаноамериканци | 3 (5,7%)   | 3 (4,5%)   |
| Укупно            | 53         | 66         |